# Lendvadedes, Zala
Lendvadedes  este un sat în districtul Lent, județul Zala, Ungaria, având o populație de 33 de locuitori (2011). 

## Demografie
Componența etnică a satului Lendvadedes
     Maghiari (100%)
Componența confesională a satului Lendvadedes
     Necunoscută (100%)
Conform recensământului din 2011, satul Lendvadedes avea 33 de locuitori. Din punct de vedere etnic, majoritatea locuitorilor (100,0%) erau maghiari.  Din punct de vedere confesional, majoritatea locuitorilor (84,85%) erau . Pentru 100,0% din locuitori nu este cunoscută apartenența confesională.